# Compstall
Compstall – wieś w Anglii, w hrabstwie ceremonialnym Wielki Manchester, w dystrykcie metropolitalnym Stockport. Leży 14 km na południowy wschód od centrum miasta Manchester.